# Ericthonius megalops
Ericthonius megalops är en kräftdjursart som först beskrevs av Georg Ossian Sars 1879.  Ericthonius megalops ingår i släktet Ericthonius och familjen Ischyroceridae. Inga underarter finns listade i Catalogue of Life.